# Montcresson
Montcresson är en kommun i departementet Loiret i regionen Centre-Val de Loire strax norr Frankrikes mitt. Kommunen ligger i kantonen Châtillon-Coligny som tillhör arrondissementet Montargis. År 2022 hade Montcresson 1 257 invånare.

## Befolkningsutveckling
Antalet invånare i kommunen Montcresson
| Referens: INSEE |